# Tesla (azienda cecoslovacca)
TESLA a.s. è un'azienda ceca di apparecchiature elettriche per telecomunicazioni radio e di sicurezza per uso militare e commerciale. Il nome era originariamente utilizzato da un conglomerato di proprietà statale che era il produttore monopolista di apparecchi e componenti elettronici nell'ex Repubblica socialista di Cecoslovacchia. Il conglomerato è stato fondato nel 1946 e ha funzionato fino al 1991, anno in cui è stato privatizzato. Il nome Tesla viene utilizzato dalla società successore e dalle ex filiali nella Repubblica Ceca e in Slovacchia.
Nel 2011, la società ceca Inter-Sat Ltd. ha acquisito da TESLA a.s. la licenza per il marchio Tesla relativa alla vendita di elettrodomestici ed elettronica di consumo con differente logo in Europa, soprattutto nei paesi centrali e sudorientali.

## Azienda

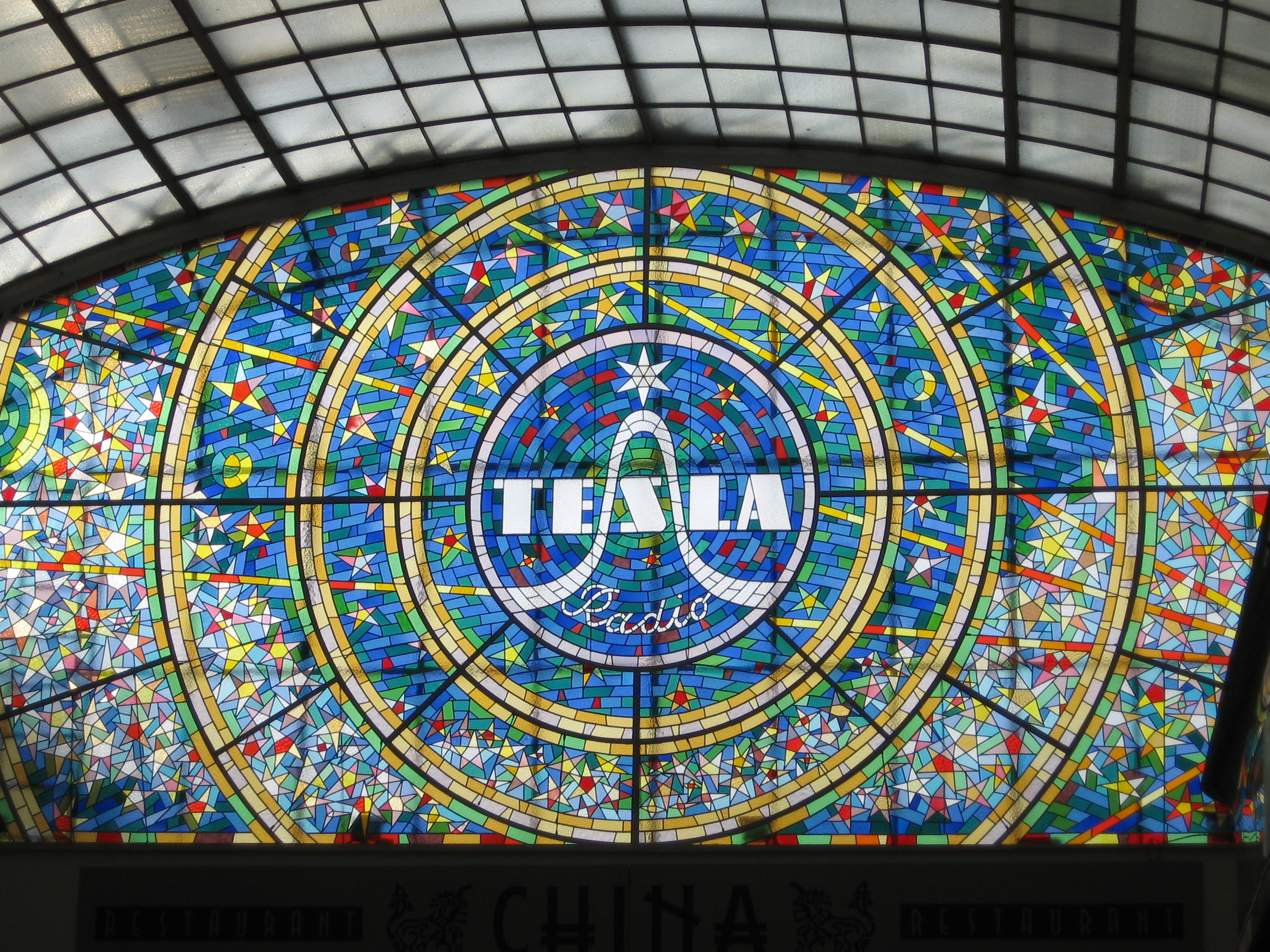
Logo Tesla Radio in una vetrata dello Světozor Passage a Praga

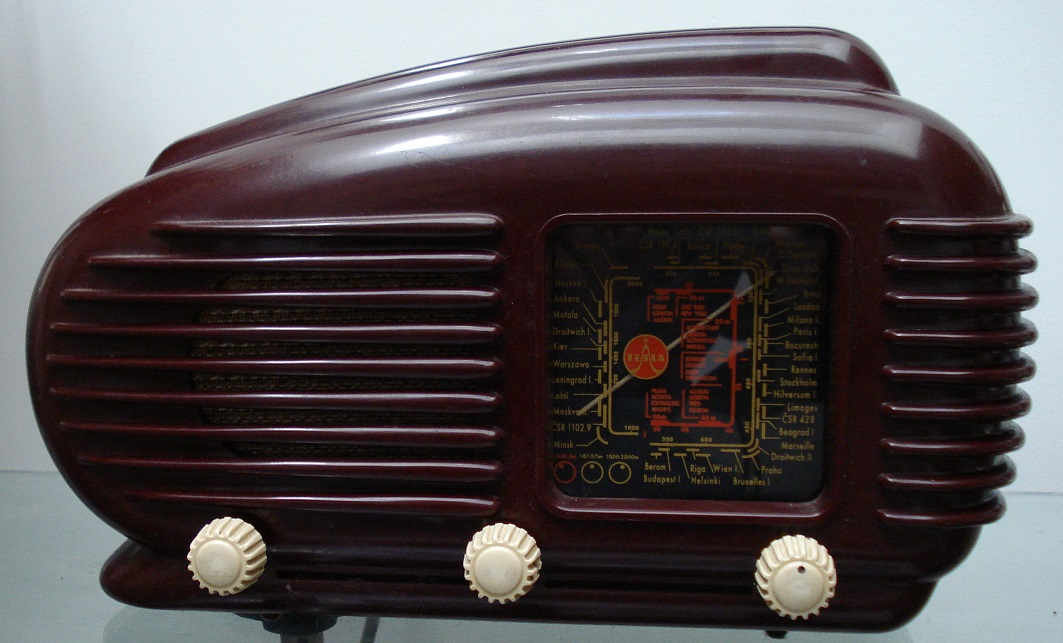
Radio Talismano Tesla 308U (1953)

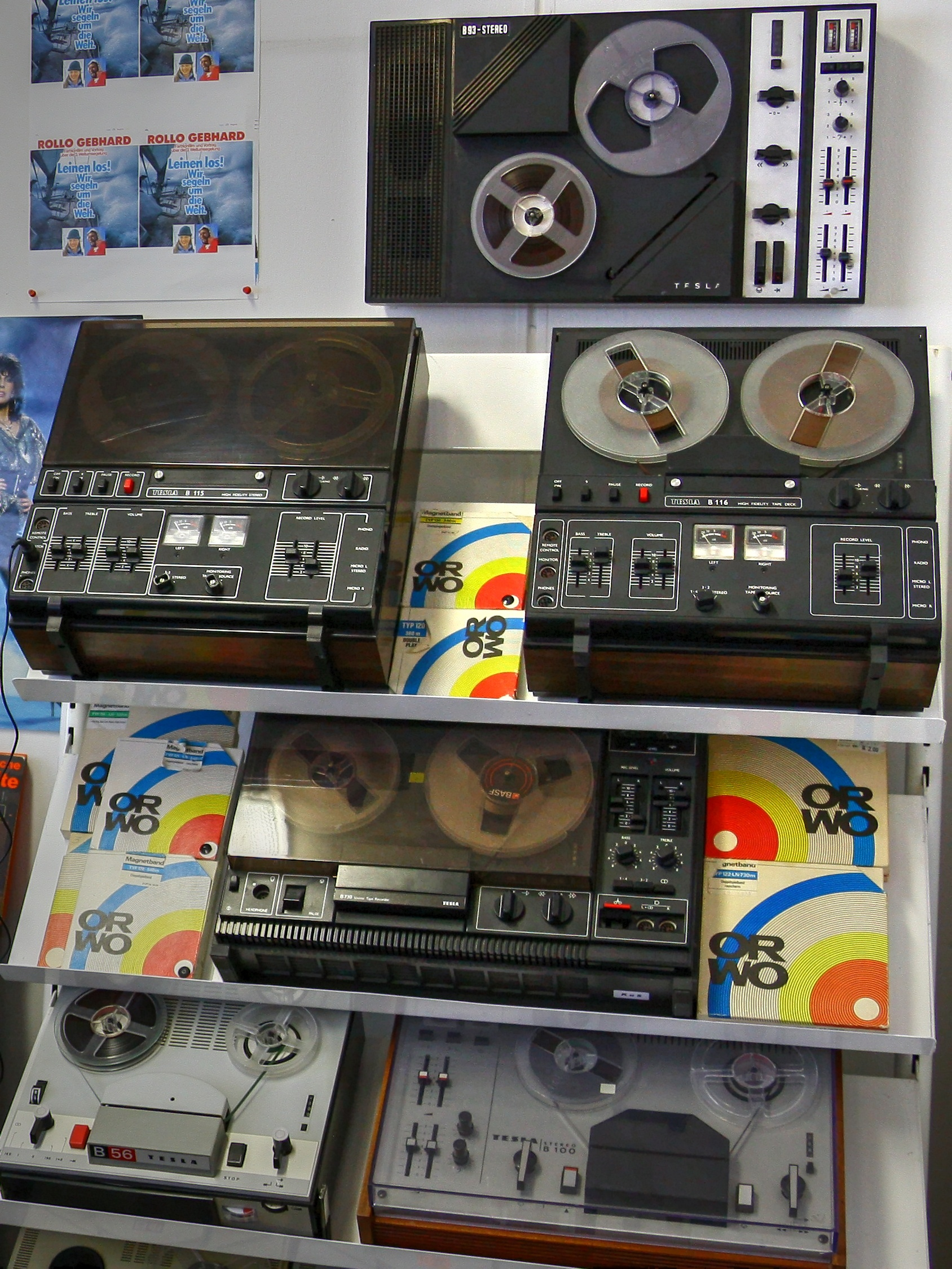
Registratori a nastro Tesla (B93, B115, B116, B730, B56 e B100) nel museo Radebeul

La società fu fondata come Elektra il 18 gennaio 1921 e ribattezzata Tesla il 7 marzo 1946. La cerimonia di fondazione ebbe luogo il 10 agosto 1946 presso la fabbrica Mikrofon a Strašnice alla presenza dei ministri del governo cecoslovacco e jugoslavo. Prende il nome dallo scienziato pioniere Nikola Tesla, ma quando l'associazione con un serbo-americano divenne politicamente scomoda fu spiegata come l'abbreviazione di TEchnika SLAboproudá, che significa "tecnologia a bassa corrente".
Tesla aveva diversi luoghi di produzione, inclusi quelli a Liptovský Hrádok, Hradec Králové, Pardubice, Žďár nad Sázavou, Bratislava e Nižná. Alcune di loro sono diventate società statali indipendenti.
Dopo la caduta del comunismo in Cecoslovacchia, Tesla ha lottato per competere con le aziende nazionali ed estere, il che ha comportato un drammatico ridimensionamento e privatizzazione della maggior parte dei suoi negozi e impianti di produzione. Il logo di Tesla è raro da vedere nelle attuali Repubblica Ceca e Slovacchia, poiché solo poche delle sue filiali sono sopravvissute. Una delle sue ex filiali, la slovacca JJ Electronic di Čadca, è nota per la produzione di tubi a vuoto, mentre SEV Litovel produce giradischi di fascia alta per l'azienda austriaca Pro-Ject.
Il nome dell'azienda è sopravvissuto come Tesla a.s., una società privata le cui azioni sono quotate alla Borsa di Praga e produce apparecchiature radio e di sicurezza per uso militare e commerciale. Tesla as ha avviato una serie di cause legali contro la società americana Tesla, Inc. (ex Tesla Motors, Inc.), sfociate in un accordo nell'ottobre 2010, che stabilisce la coesistenza dei marchi Tesla e regola i rapporti tra le due società.
Dopo un periodo di tre anni in cui una società finanziaria di proprietà irlandese era l'azionista di maggioranza di Tesla, una partecipazione di controllo è stata acquisita da Inter-Sat Ltd di Brno nel 2011. Tesla a.s. vende set-top box, antenne, aspirapolvere robotici, soundbar, rilevatori di movimento e pentole a pressione multifunzionali. Nel 2015 l'azienda ha aggiunto alla propria gamma di prodotti le batterie per uso domestico e industriale.
Nel 2022, il gruppo internazionale IC Group è diventato l'azionista di maggioranza di Tesla, assicurando la transazione per il Royal Invest Fund of Kelantan, fondato dal sultano malese Muhammad V di Kelantan.

## Prodotti
L'azienda originale Tesla sviluppò un'ampia gamma di prodotti tra cui televisori, ricevitori radio, transistor, circuiti integrati, dispositivi di visualizzazione, altoparlanti, grammofoni, registratori di cassette, lettori di compact disc e videoregistratori. Tuttavia, la quantità prodotta era spesso insufficiente per i clienti industriali e alcuni prodotti diventavano obsoleti perché non aggiornati; ad esempio, un particolare tipo di diodo è stato prodotto per oltre 30 anni senza modifiche. Alcuni prodotti erano paragonabili a quelli di produttori internazionali, ad esempio raddrizzatori controllati al silicio (SCR) o transistor di potenza, e Tesla li esportava in altri paesi dell'Europa orientale . Alcuni prodotti furono esportati nei paesi occidentali, ad esempio, il giradischi NC 470 rinominato NAD 5120 e i giradischi NC 450, NC 452, NC 430 venduti con il nome commerciale Lenco.
Nel 1953 iniziò nel quartiere Strašnice di Praga la produzione del primo televisore cecoslovacco, il Tesla 4001A. Il primo televisore a colori cecoslovacco, il Tesla 4401A, iniziò la produzione nel 1974.
I prodotti Tesla più conosciuti a livello internazionale furono la radio in bachelite Talisman 308U progettata da Igor Didov di Tesla Bratislava e prodotta da diverse filiali dell'azienda Tesla tra il 1953 e il 1958 e il registratore a bobina Sonet duo (1959-1965). Tesla era anche nota per il suo radar passivo militare KRTP-86 Tamara (TESLA Pardubice, 1986), che si diceva fosse l'unico al mondo in grado di rilevare aerei stealth.

## Galleria d'immagini

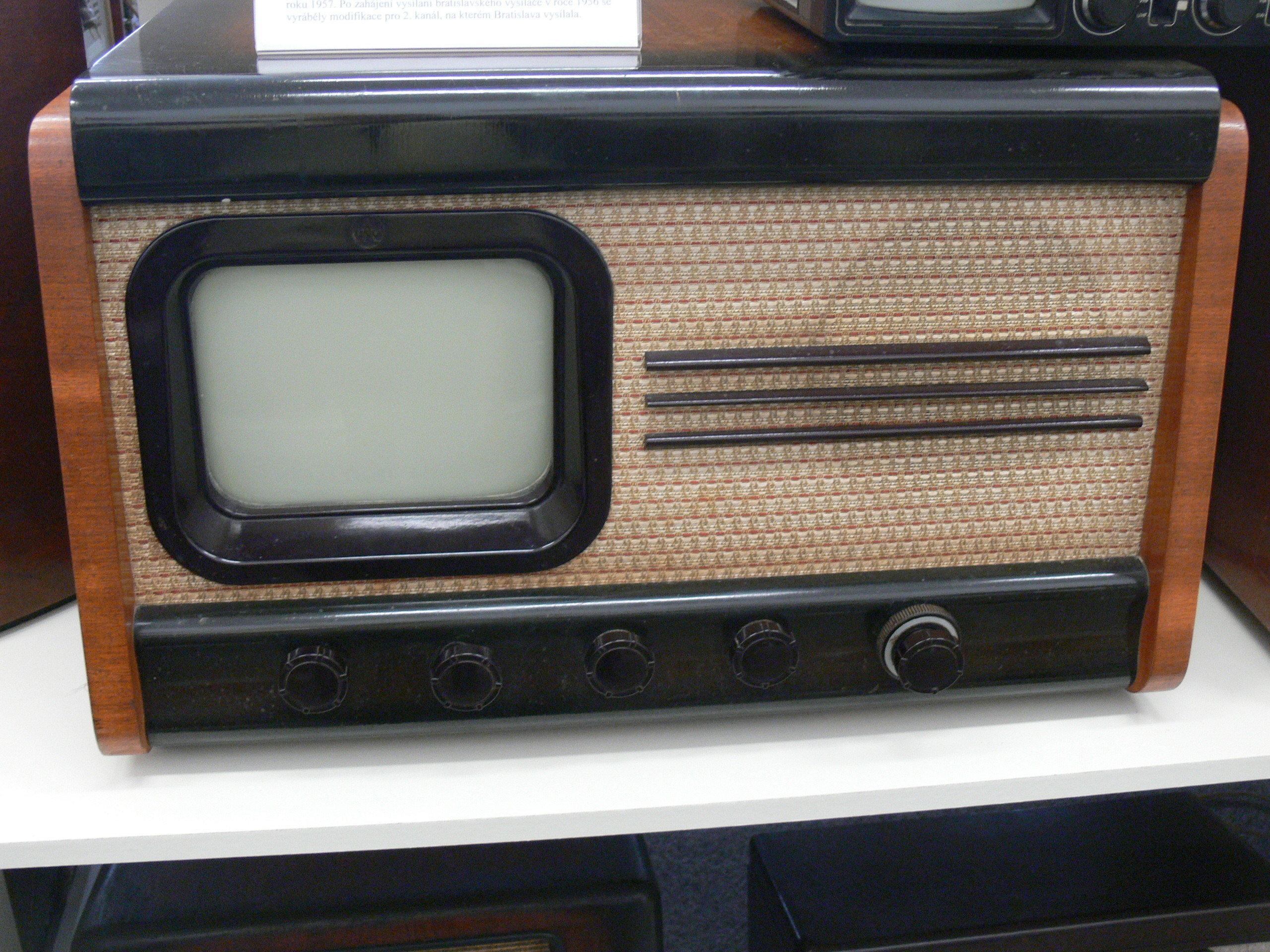
Tesla 4001A, la prima televisione cecoslovacca (1953)
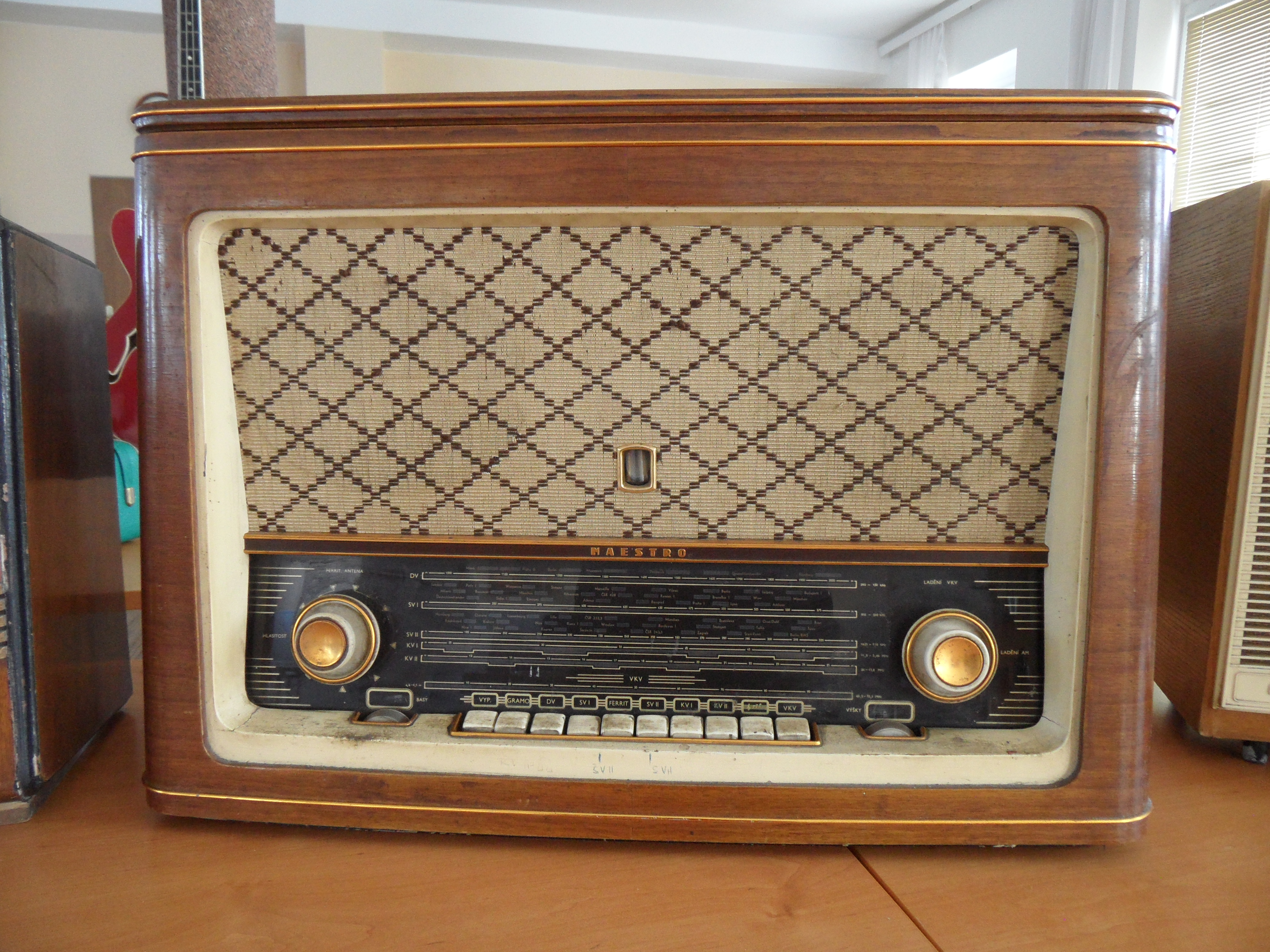
Tesla Maestro (1958)
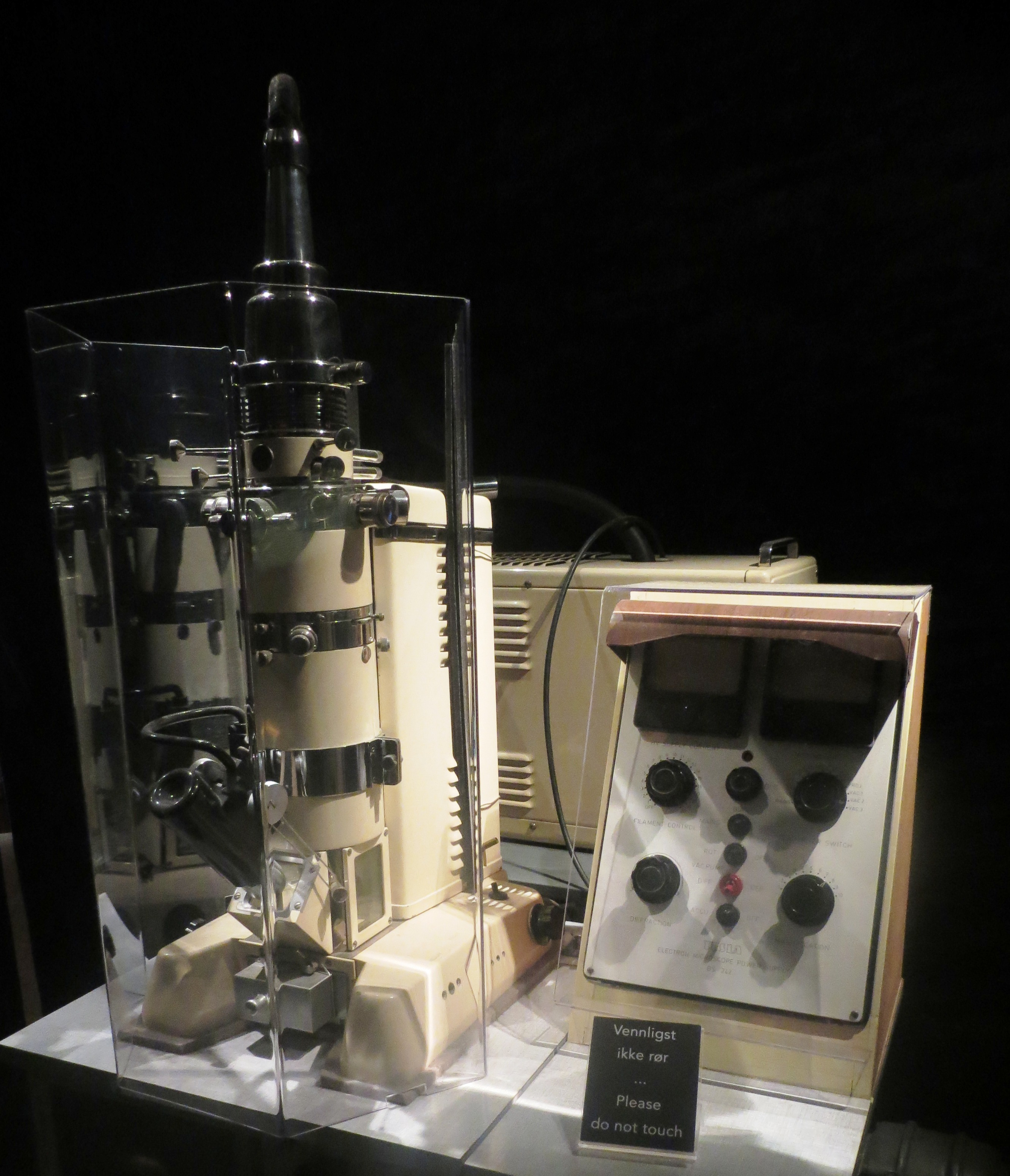
Microscopio elettronico Tesla BS 242 (1958)
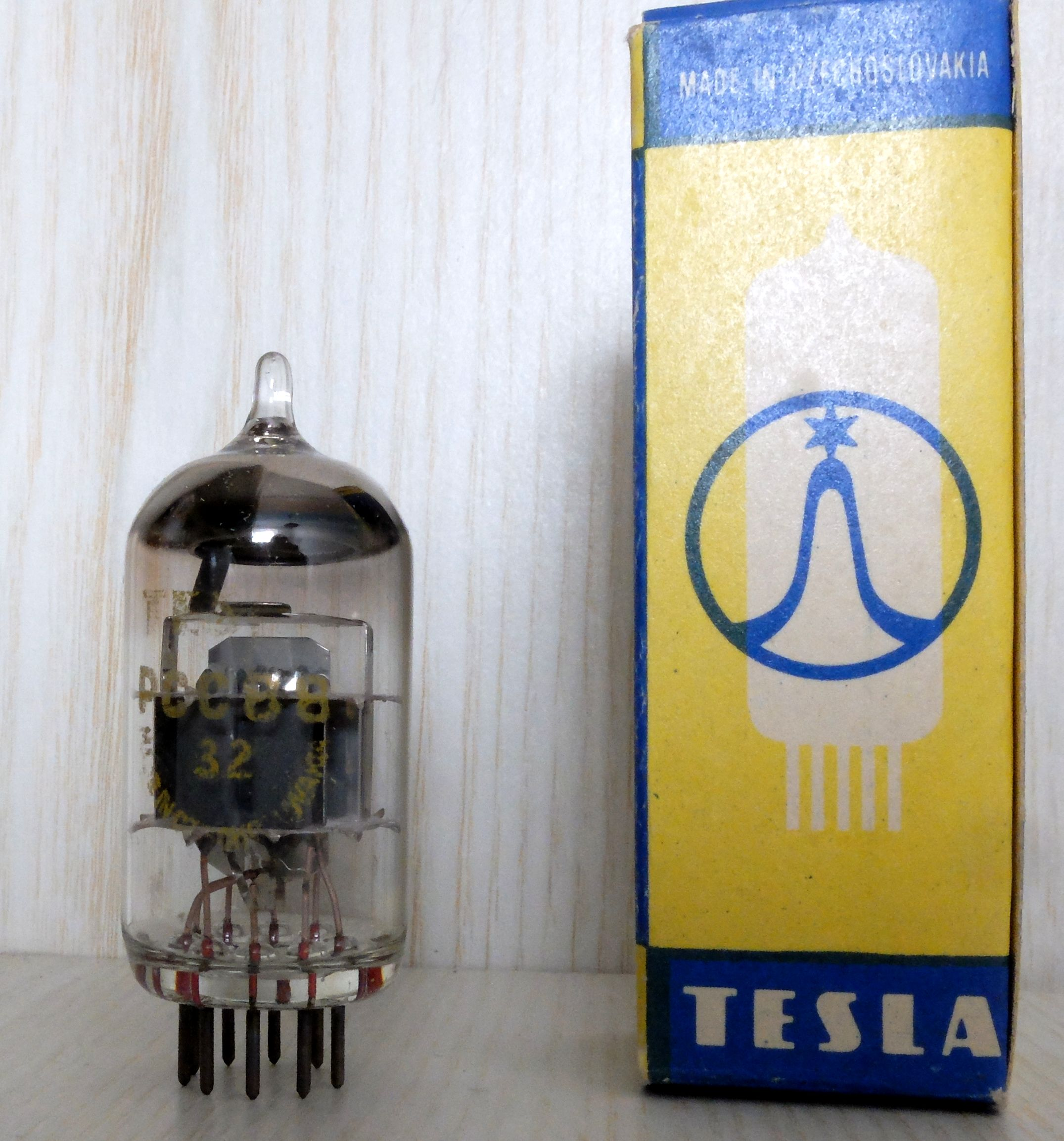
Tubo a vuoto Tesla PCC88
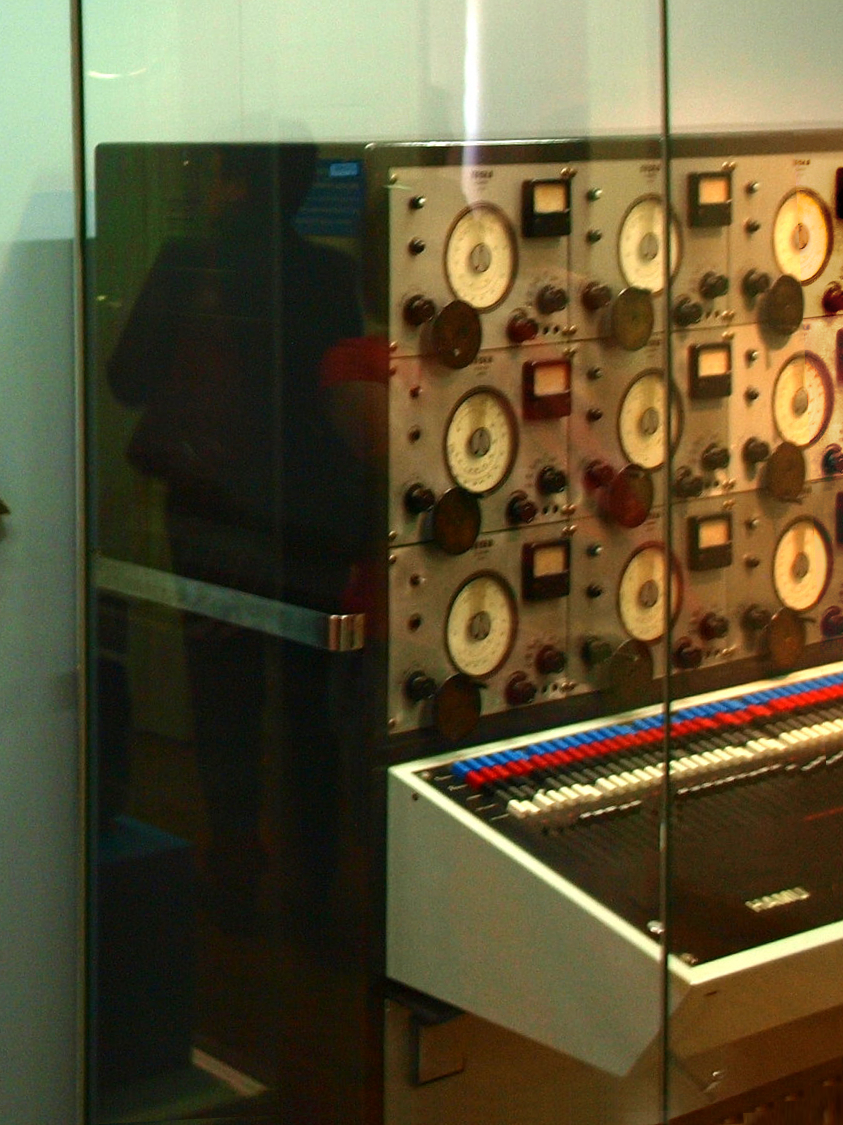
Sintetizzatore VÚRT con dodici oscillatori elettronici Tesla
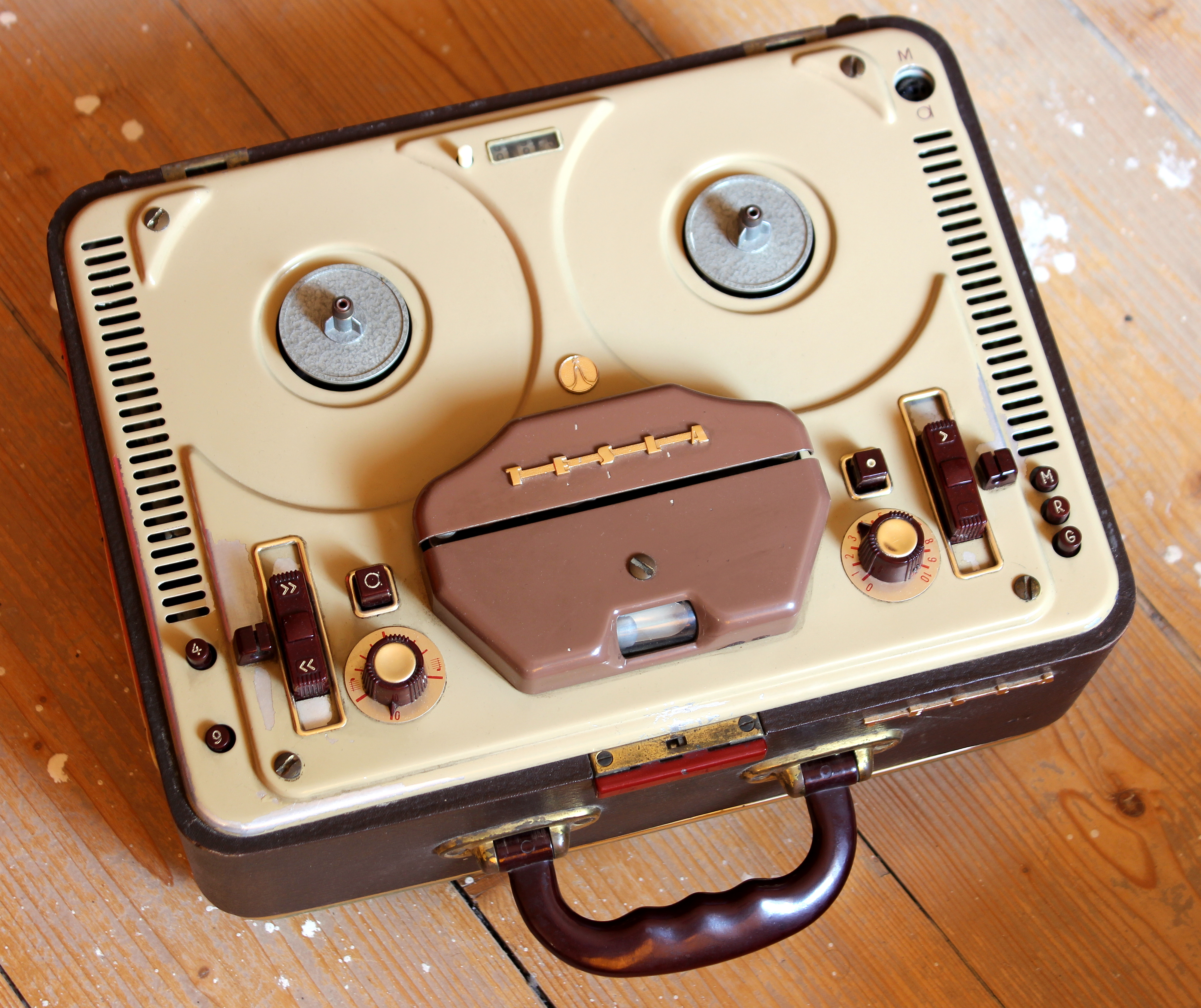
Registratore portatile a bobina Sonet Duo (1959)
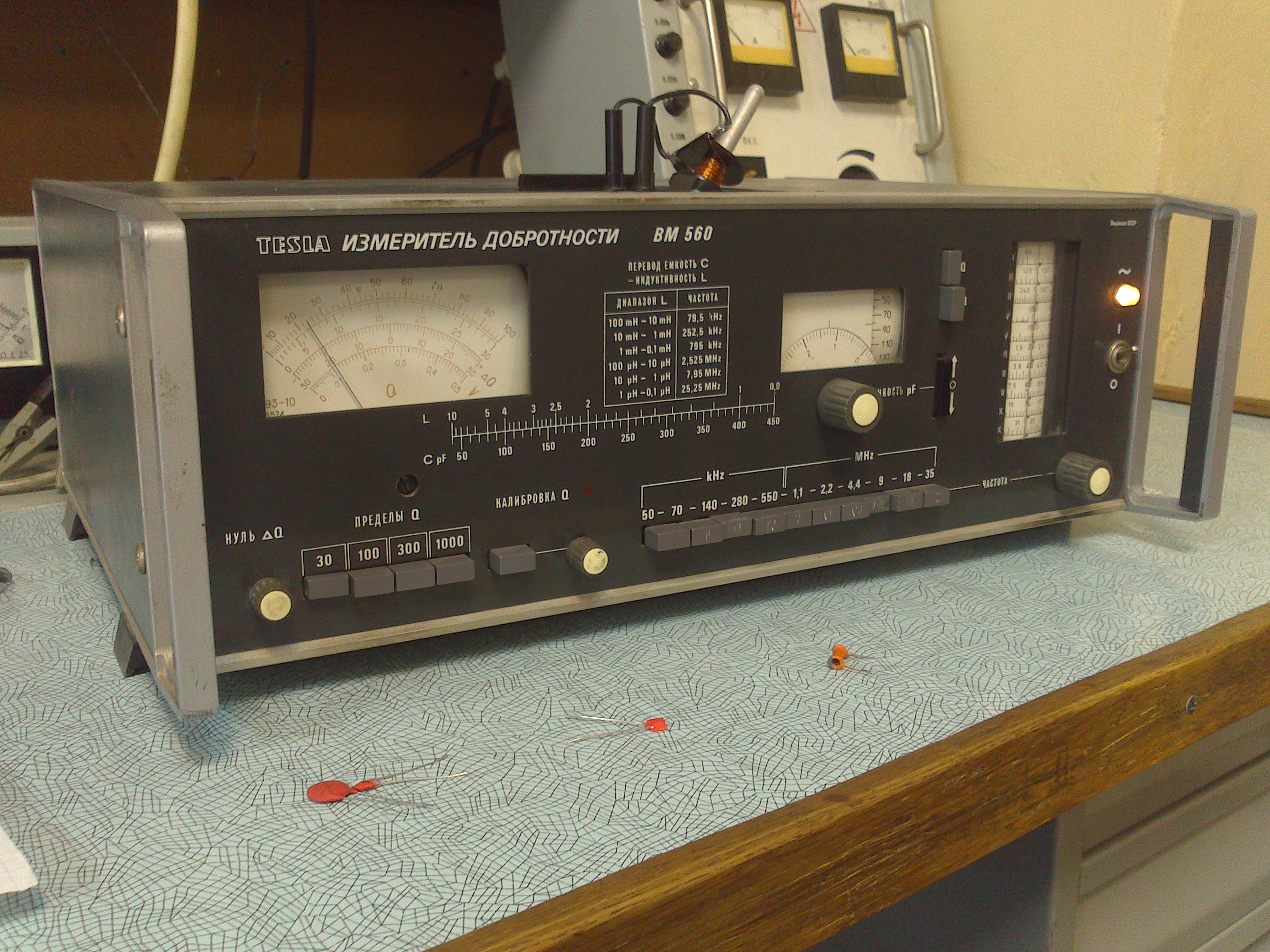
Q-Meter Tesla BM 560 Q(1977)
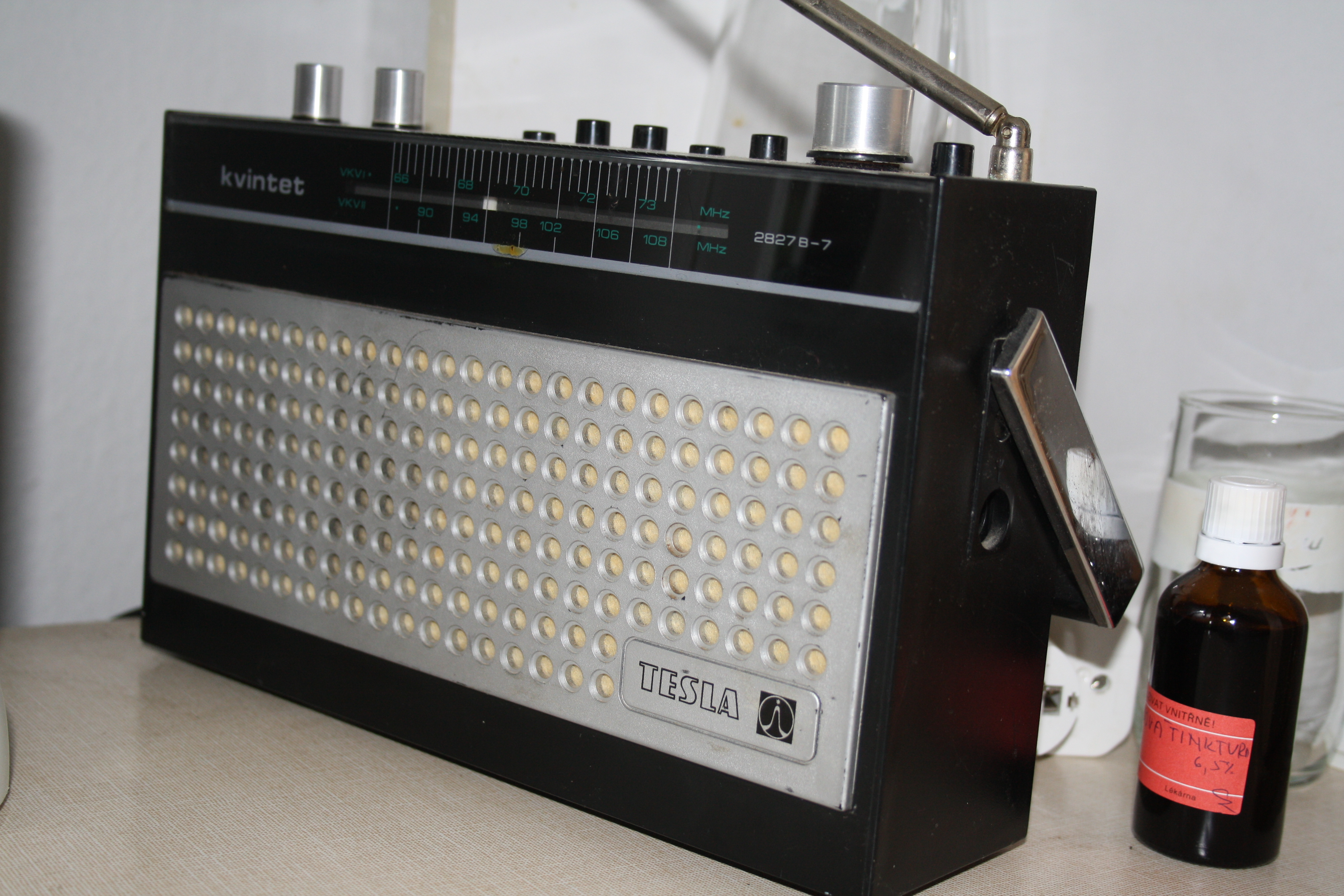
Ricevitore radio Tesla Kvintet (1978)
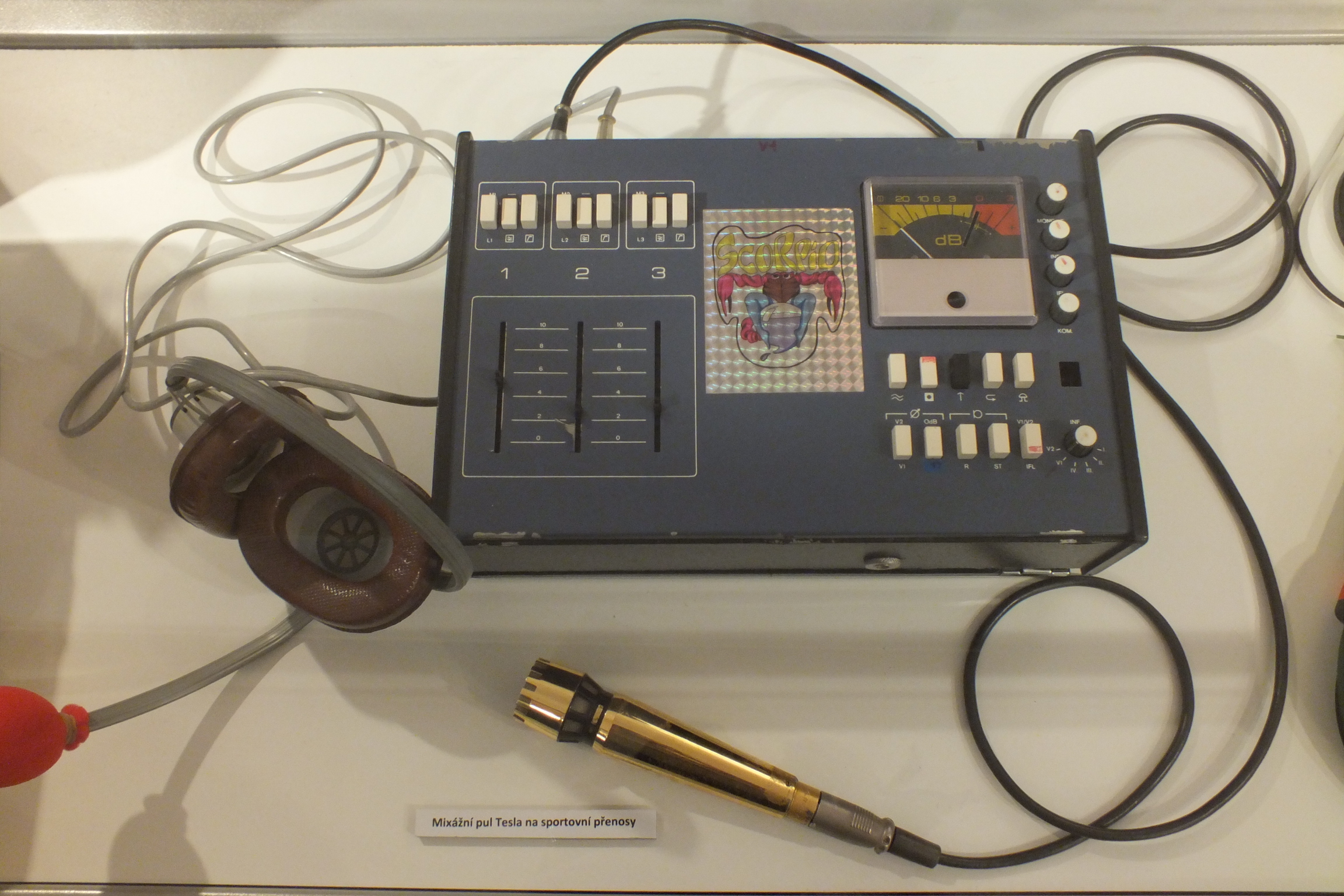
Mixer audio Tesla ERT 032 utilizzato per le trasmissioni sportive
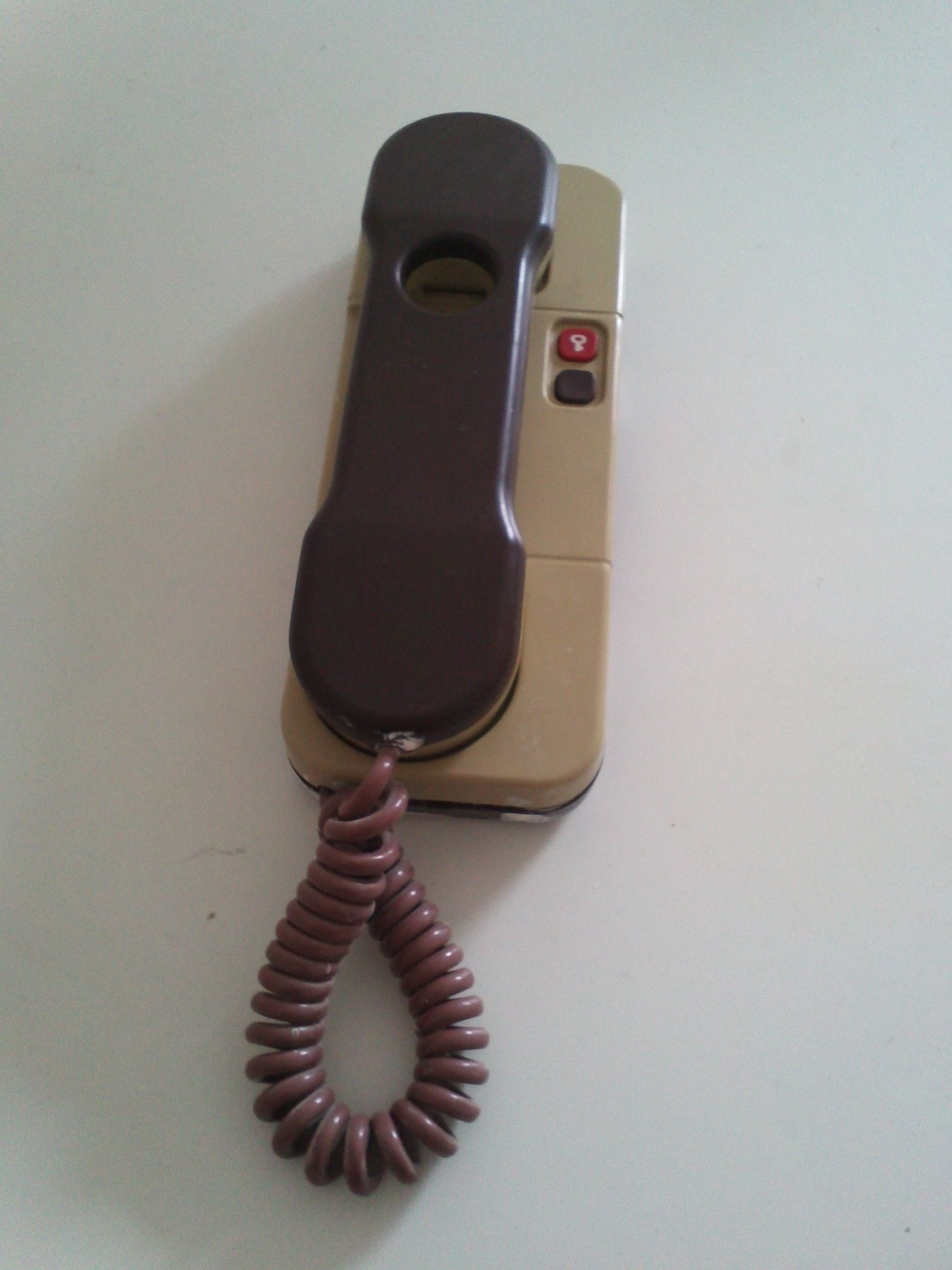
Telefono di casa Tesla DT85
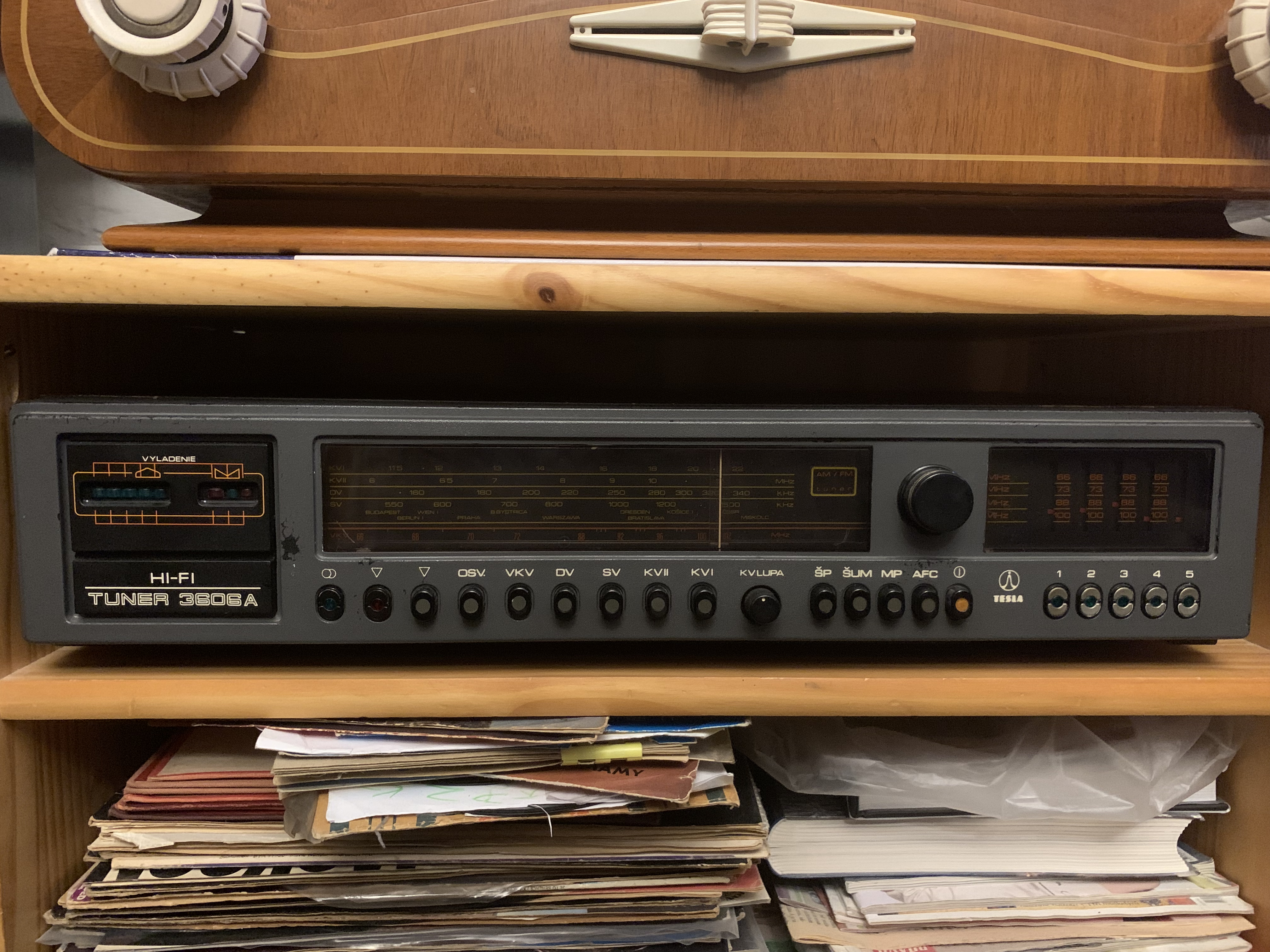
Sintonizzatore Tesla 3606A (1981)
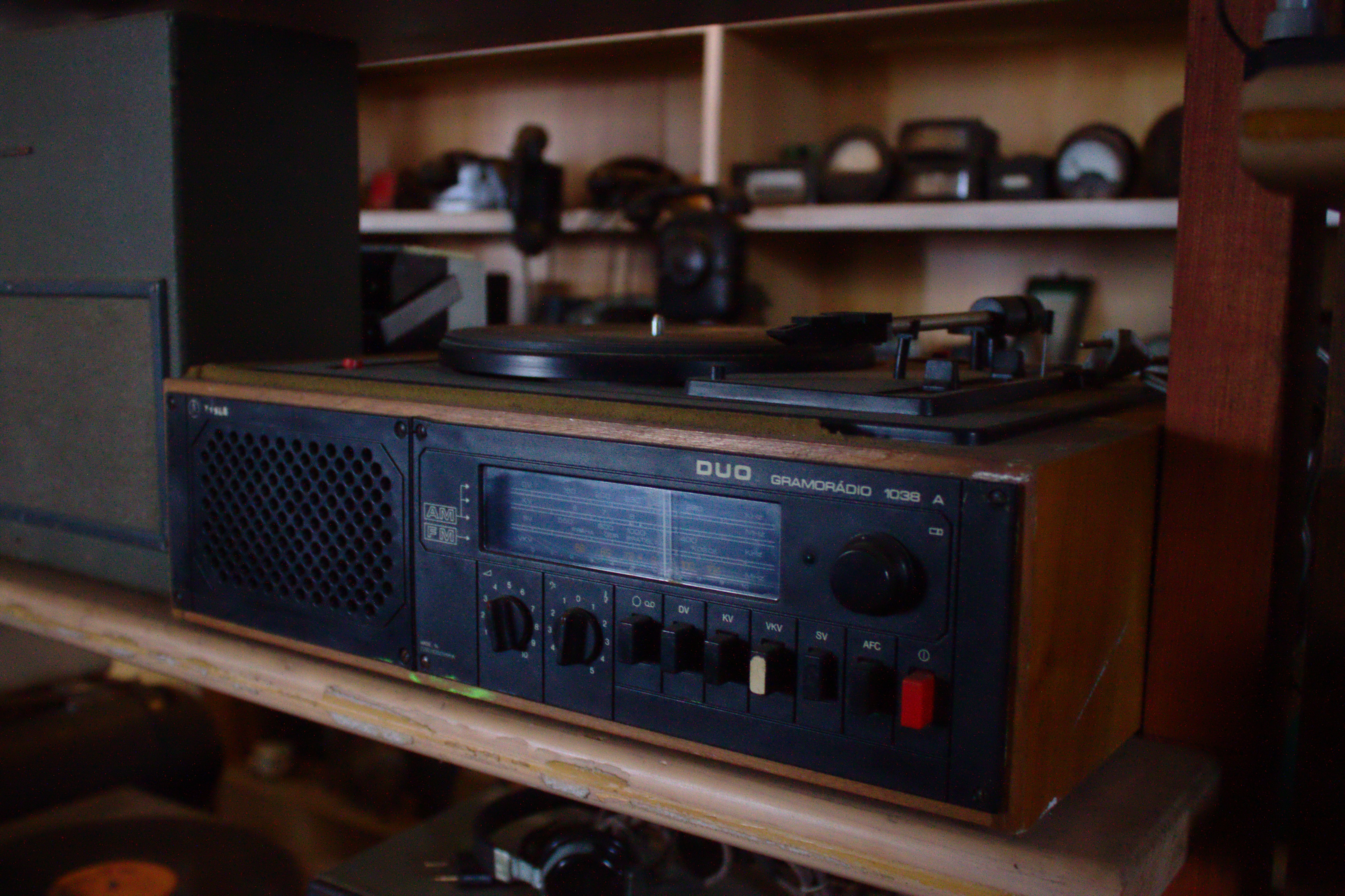
Radiogrammofono Tesla 1038A Duo (1984)
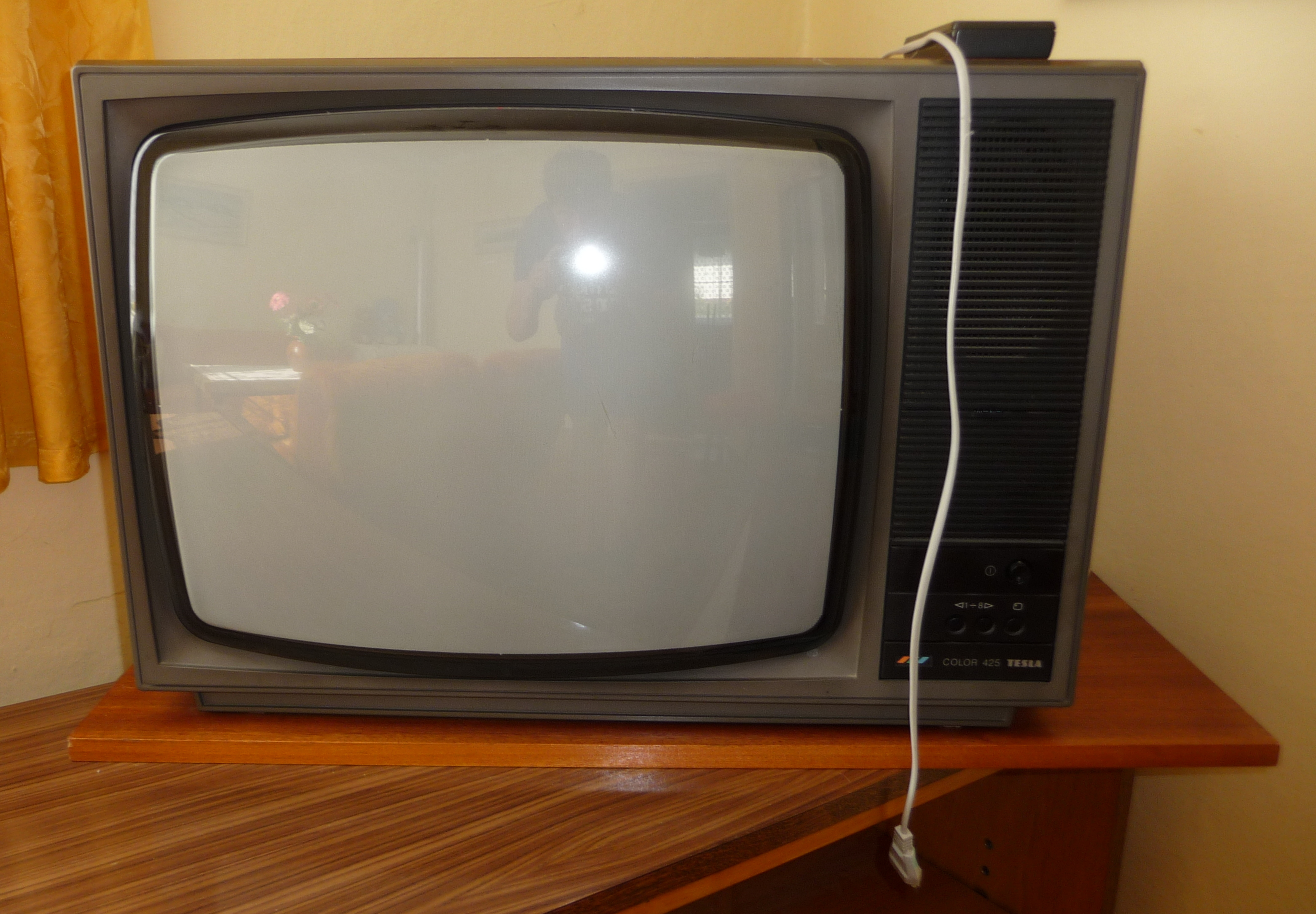
Tesla 4425A "Colore 425" (1986)
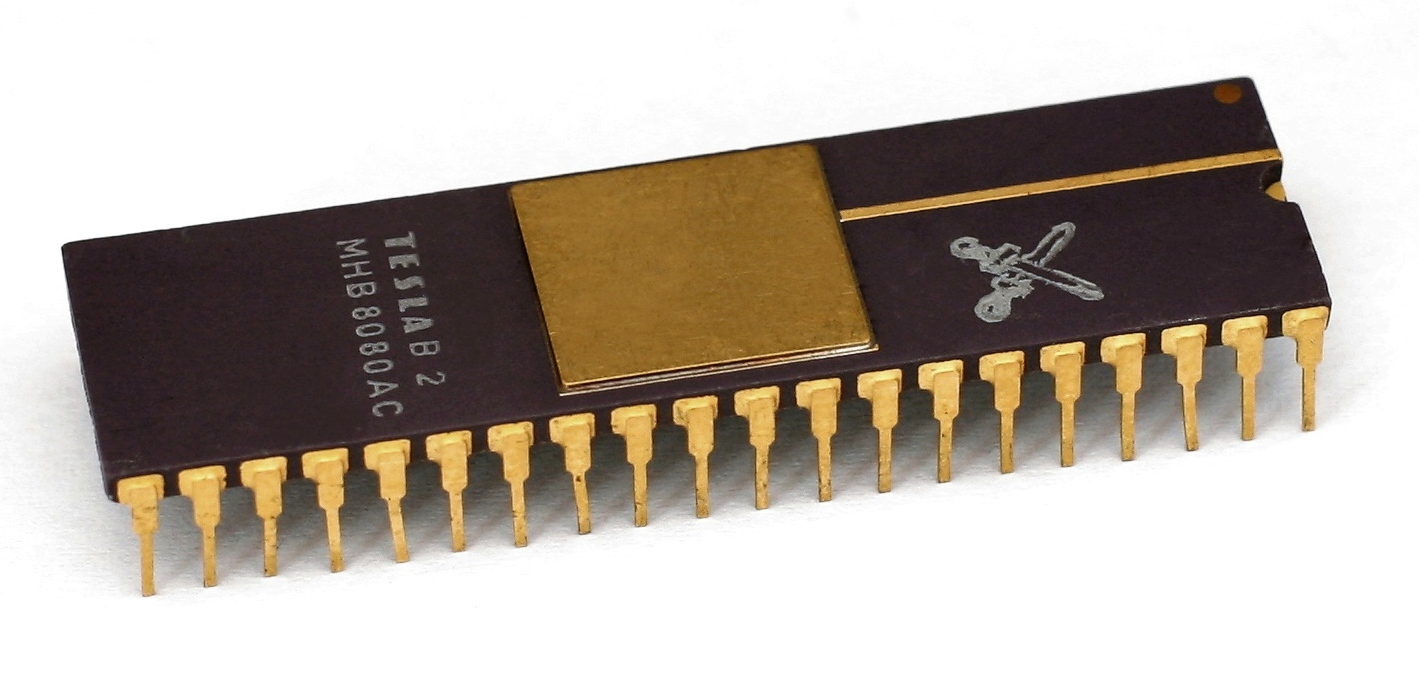
Microprocessore Tesla MHB8080, un clone dell'Intel 8080
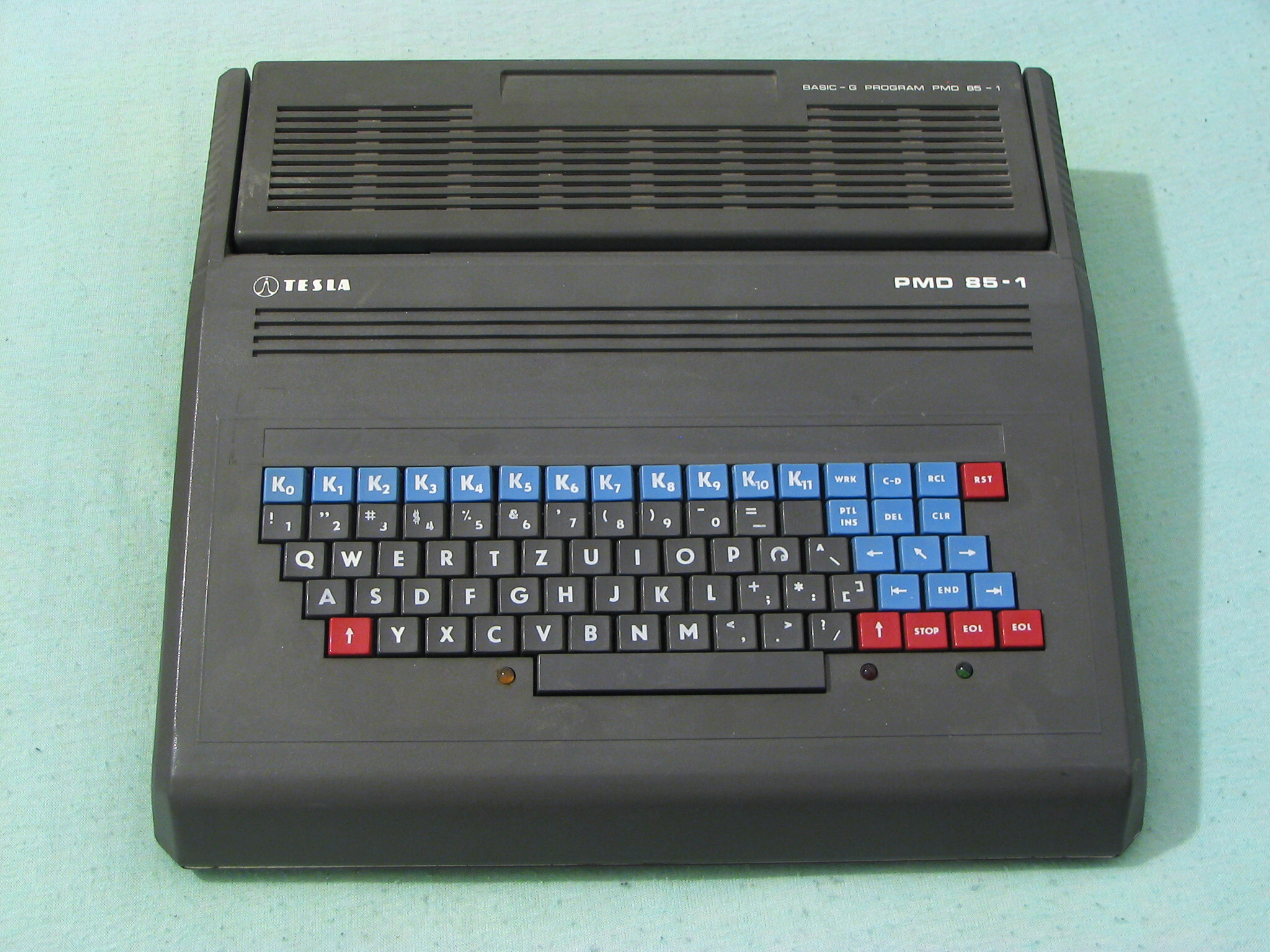
Computer domestico Tesla PMD 85
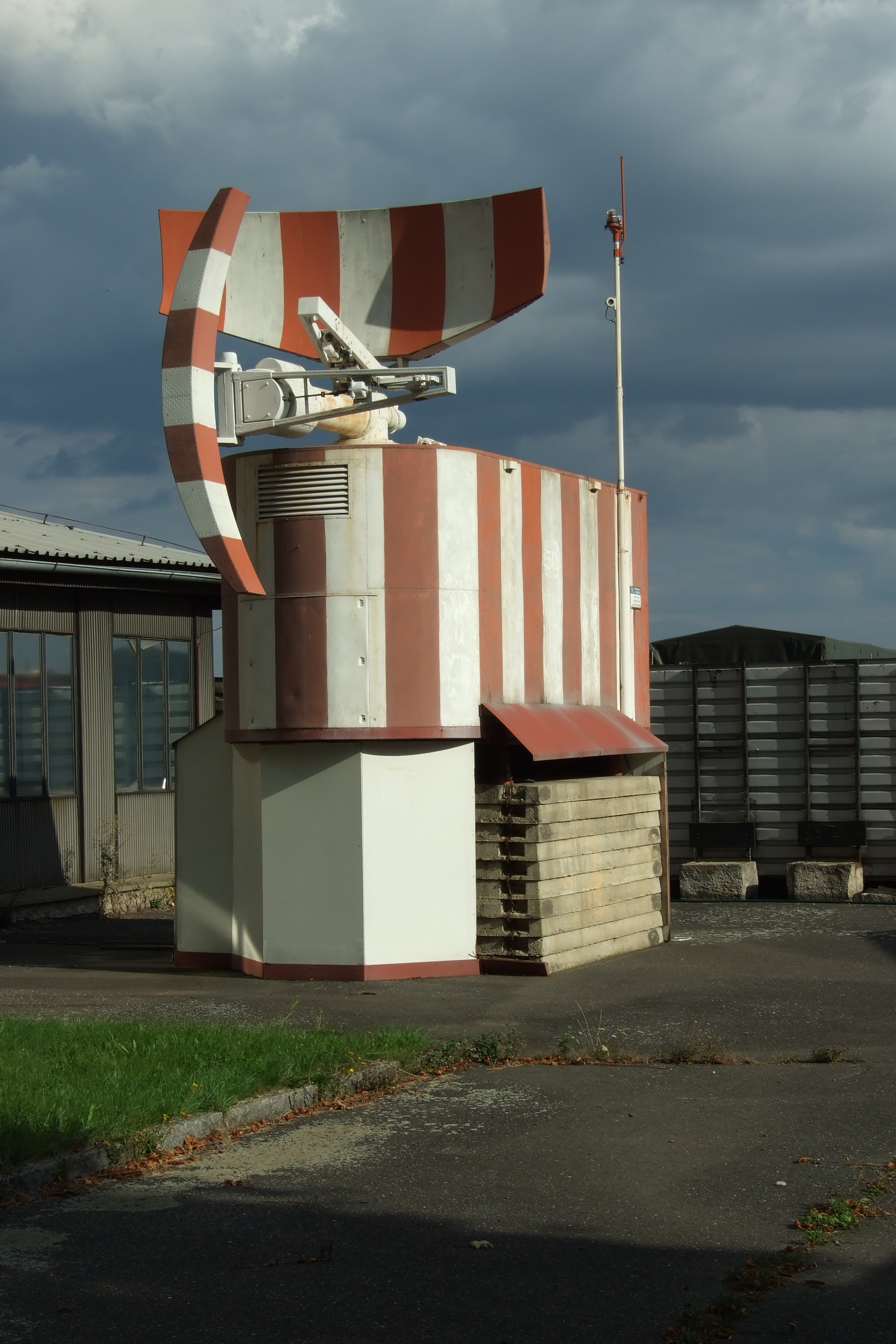
Radar di controllo del traffico aereo Tesla OPRL-4
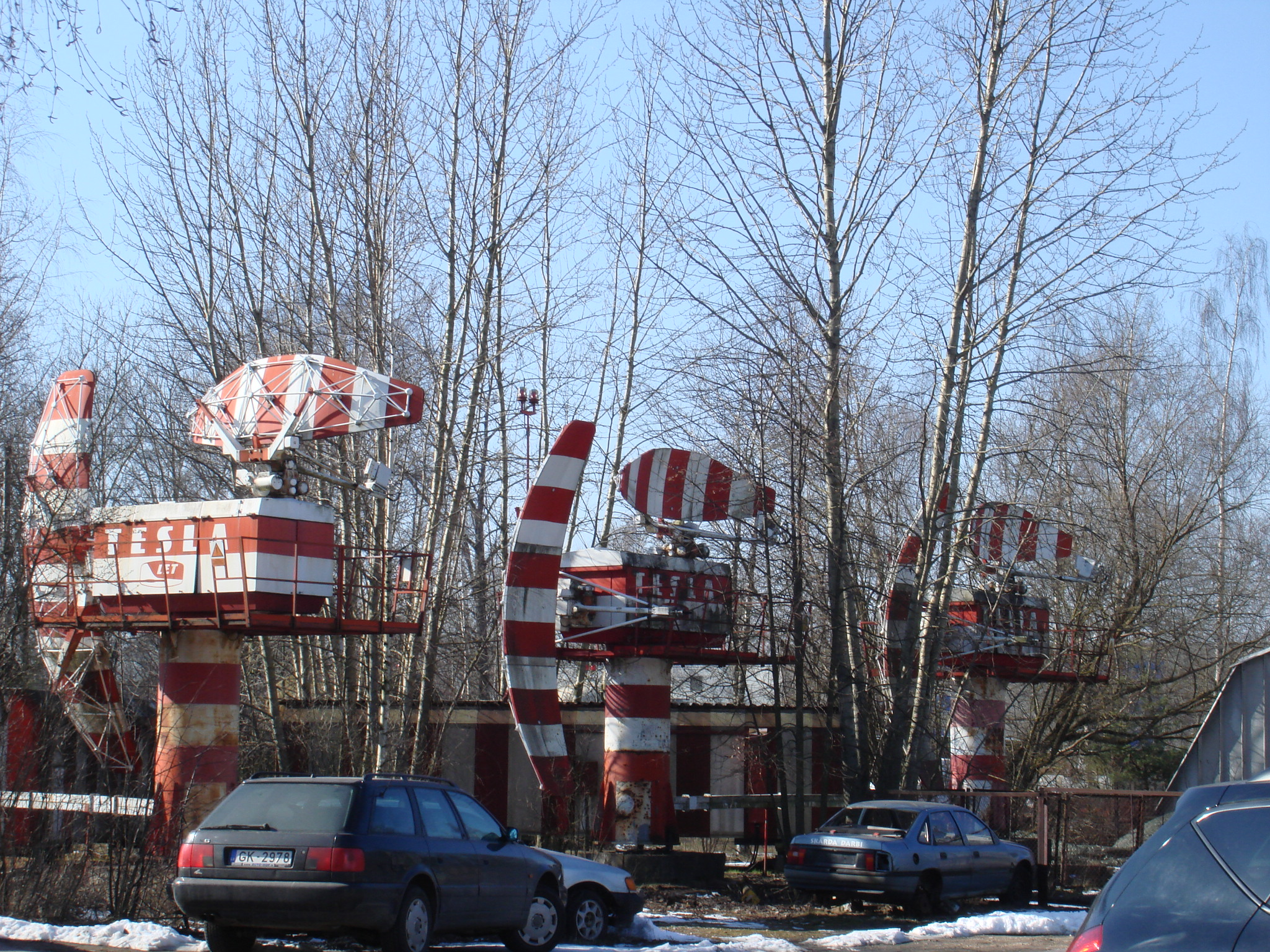
Apparecchiature radio Tesla presso l'Istituto degli ingegneri dell'aviazione civile di Riga
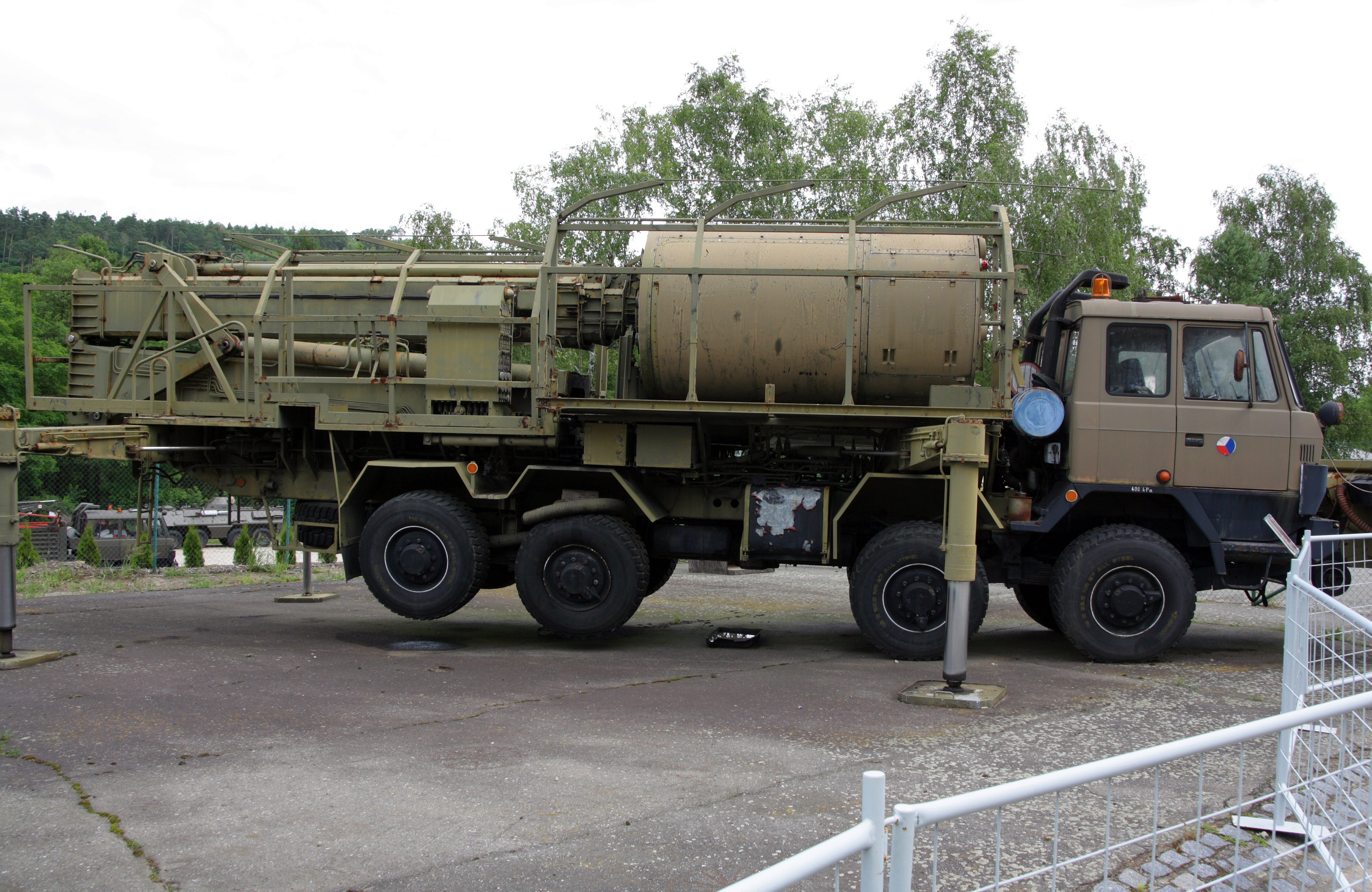
Sensore passivo Tesla Tamara montato su telaio Tatra 815 (1987-1881)